# پرینیانو سولا سکیا
پرینیانو سولا سکیا (به ایتالیایی: Prignano sulla Secchia) یک کومونه در ایتالیا است که در استان مودنا واقع شده‌است. پرینیانو سولا سکیا ۸۰٫۵ کیلومتر مربع مساحت و ۳٬۸۱۳ نفر جمعیت دارد و ۵۶۰ متر بالاتر از سطح دریا واقع شده‌است.